# Улрих Сајдл
Улрих Марија Сајдл (24. новембар 1952, Беч) аустријски је редитељ, сценариста и филмски продуцент. Најпознатији је по својој трилогији Рај. Прво поглавље, Рај: Љубав (2012), било је номиновано за Златну палму на Филмском фестивалу у Кану. Наставак под насловом Рај: Вера (2012) награђен је посебном наградом жирија на 69. Филмском фестивалу у Венецији. Последњи део трилогије, Рај: Нада (2013), објављен је у оквиру такмичарског дела 63. Берлинског филмског фестивала.
Сајдл је био члан жирија на 27. Међународном филмском фестивалу у Москви. Требало је да присуствује и на Филмском фестивалу у Јерусалиму 2014. године, али је отказао гостовање због политичких тензија у том региону. Ожењен је редитељком Вероником Франц, која је најпознатија по хорор филмовима Видим, видим (2014), на ком је радио и Сајдл као продуцент, и Колиба (2019).

## Издвојена филмографија
| Година | Филм                            | Оригинални наслов | Редитељ            | Сценариста         | Продуцент          |
| ------ | ------------------------------- | ----------------- | ------------------ | ------------------ | ------------------ |
| 1995.  | Животињска љубав (документарац) |                   | Да                 | Да                 | Не                 |
| 1999.  | Модели (филм из 1999)           |                   | Да                 | Да                 | Не                 |
| 2001.  | Пасји дани                      |                   | Да                 | Да                 | Не                 |
| 2003.  | Исусе, ти знаш (документарац)   |                   | Да                 | Да                 | Не                 |
| 2007.  | Увоз/извоз                      |                   | Да                 | Да                 | Не                 |
| 2012.  | Рај: Љубав                      |                   | Да                 | Да                 | Да                 |
| 2012.  | Рај: Вера                       |                   | Да                 | Да                 | Да                 |
| 2013.  | Рај: Нада                       |                   | Да                 | Да                 | Да                 |
| 2014.  | У подруму (документарац)        |                   | Да                 | Да                 | Да                 |
| 2014.  | Видим, видим                    |                   | Не                 | Не                 | Да                 |
| 2016.  | Сафари (документарац)           |                   | Да                 | Да                 | Да                 |
| 2019.  | Колиба                          |                   | посебна захвалност | посебна захвалност | посебна захвалност |
| 2022.  | Римини                          |                   | Да                 | Да                 | Да                 |